# Distretto di Novoukraïnka
Il  distretto di Novoukraïnka (in ucraino Новоукраїнський район?) è un distretto nell'oblast' di Kirovohrad in Ucraina. Il suo centro amministrativo è la città di Novoukraïnka. Ha una popolazione di 135 842 abitanti.
Il 18 luglio 2020, come parte della riforma amministrativa dell'Ucraina, il numero di distretti dell'oblast di Kirovohrad è stato ridotto a quattro e l'area del distretto di Novoukraïnka è stata notevolmente ampliata.